# Hayastani Ankaxowt'yan Gavat' 2012-2013
La Coppa dell'Indipendenza 2012-2013 è stata la 22ª edizione della Coppa nazionale armena. Il torneo è iniziato il 14 novembre 2012 ed è terminato il 7 maggio 2013. Il Pyunik ha vinto il trofeo per la sesta volta.

## Risultati

### Primo turno
| Squadra 1           | Totale            | Squadra 2 | Andata | Ritorno |
| ------------------- | ----------------- | --------- | ------ | ------- |
| 14/28 novembre 2012 |                   |           |        |         |
| Alaškert            | 0 – 0 (5 – 4 dtr) | Banants   | 0 – 0  | 0 – 0   |

### Quarti di finale
| Squadra 1         | Totale | Squadra 2   | Andata | Ritorno |
| ----------------- | ------ | ----------- | ------ | ------- |
| 2 / 12 marzo 2013 |        |             |        |         |
| Alaškert          | 0 – 1  | Ganjasar    | 0 – 0  | 0 – 1   |
| P'yownik          | 5 – 2  | Impuls      | 2 – 2  | 3 – 0   |
| 3 / 13 marzo 2013 |        |             |        |         |
| Ulisses           | 0 – 2  | Mika Erevan | 0 – 0  | 0 – 2   |
| Širak             | 1 – 0  | Ararat      | 1 – 0  | 0 – 0   |

### Semifinali
| Squadra 1          | Totale | Squadra 2 | Andata | Ritorno |
| ------------------ | ------ | --------- | ------ | ------- |
| 2 / 17 aprile 2013 |        |           |        |         |
| Ganjasar           | 1 – 2  | P'yownik  | 0 – 1  | 1 – 1   |
| 3 / 16 aprile 2013 |        |           |        |         |
| Mika Erevan        | 0 – 1  | Širak     | 0 – 1  | 0 – 0   |

### Finale
| Arbitro: | Andranik Arsenyan |

|               |           |  |
| Voskanyan 39’ | Marcatori |  |